# Més enllà del dubte
Més enllà del dubte (títol original en anglès: Beyond a Reasonable Doubt) és una pel·lícula dels Estats Units dirigida per Fritz Lang el 1956. Aquest film amb blanc i negre va ser la darrera pel·lícula americana del director de cinema Austríac. Ha estat doblada al català.

## Repartiment
| Actor                | Paper                              |
| -------------------- | ---------------------------------- |
| Dana Andrews         | Tom Garrett                        |
| Joan Fontaine        | Susan Spencer                      |
| Sidney Blackmer      | Austin Spencer                     |
| Arthur Franz         | Bob Hale                           |
| Philip Bourneuf      | Fiscal General Roy Thompson        |
| Ed Binns             | Teniente Kennedy                   |
| Shepperd Strudwick   | Jonathan Wilson                    |
| Robin Raymond        | Terry Larue                        |
| Barbara Nichols      | Dolly Moore                        |
| William F. Leicester | Charlie Miller (William Leicester) |
| Dan Seymour          | Greco                              |
| Rusty Lane           | Juez                               |
| Joyce Taylor         | Joan Williams                      |
| Carleton Young       | Allan Kirk                         |

## Crítica
Dennis L. White descriu Beyond a Reasonable Doubt de "impacte considerable, degut no només a l'estil visual, sinó també per l'estructura narrativa i humor i a la trama expertament ideada, en la qual el turnabout és tant sorprenent com convincent"